# ヤング・コーベット3世
ヤング・コーベット3世（Young Corbett III、本名：ラファエル・カッパビアンカ・ジョルダノ (Rafelle Cappabianca Giordano)、1905年5月27日 - 1993年7月15日）は、アメリカ合衆国出身の元プロボクサー。元世界ウェルター級チャンピオン。

## 略歴
リオネーロ・イン・ヴルトゥレ生まれのイタリア移民。端正なマスクがヘビー級王者ジェームス・J・コーベットに似ていると、このリングネームを名乗る。
スタイルはサウスポーの変則型。1933年2月22日、サンフランシスコで元金メダリストのジャッキー・フィールズを判定で破り、世界ウェルター級チャンピオンに。しかし同年5月29日の初防衛戦で“ベビーフェイス”ジミー・マクラーニンの強打に1回わずか2分37秒でKO負け。短命王者に終わった。
その後、ミドル級でも王座を狙ったが、フレッド・アポストリに敗れ、二階級制覇はならなかった。

## 通算戦績
119勝（31KO）10敗13引分け